# Баффало-Соупстоун (Аляска)
Баффало-Соупстоун (англ. Buffalo Soapstone) — переписна місцевість (CDP) в США, в окрузі Матануска-Сусітна штату Аляска. Населення — 1021 особа (2020).

## Географія
Баффало-Соупстоун розташоване за координатами 61°41′44″ пн. ш. 149°7′17″ зх. д. / 61.69556° пн. ш. 149.12139° зх. д. (61.695640, -149.121467).  За даними Бюро перепису населення США в 2010 році переписна місцевість мала площу 57,10 км², з яких 57,09 км² — суходіл та 0,01 км² — водойми.

## Демографія
Згідно з переписом 2010 року, у переписній місцевості мешкало 855 осіб у 314 домогосподарствах у складі 225 родин. Густота населення становила 15 осіб/км².  Було 375 помешкань (7/км²).
Расовий склад населення:
| - 84,1 % — білих - 3,3 % — корінних американців - 1,6 % — чорних або афроамериканців - 0,5 % — азіатів - 0,2 % — вихідців з тихоокеанських островів |

До двох чи більше рас належало 9,9 %. Частка іспаномовних становила 3,2 % від усіх жителів.
За віковим діапазоном населення розподілялося таким чином: 29,5 % — особи молодші 18 років, 63,0 % — особи у віці 18—64 років, 7,5 % — особи у віці 65 років та старші. Медіана віку мешканця становила 37,6 року. На 100 осіб жіночої статі у переписній місцевості припадало 109,0 чоловіків;  на 100 жінок у віці від 18 років та старших — 109,4 чоловіків також старших 18 років.
Середній дохід на одне домашнє господарство  становив 80 363 долари США (медіана — 68 333), а середній дохід на одну сім'ю — 80 158 доларів (медіана — 71 250). За межею бідності перебувало 4,6 % осіб, у тому числі 1,8 % дітей у віці до 18 років та 2,7 % осіб у віці 65 років та старших.
Цивільне працевлаштоване населення становило 348 осіб. Основні галузі зайнятості: будівництво — 20,1 %, освіта, охорона здоров'я та соціальна допомога — 13,8 %, транспорт — 12,4 %.